# Rutovu
Rutovu är en kommun i Burundi. Den ligger i provinsen Bururi, i den centrala delen av landet, 80 kilometer sydost om Burundis största stad Bujumbura.